# تیم ملی فوتسال بحرین
تیم ملی فوتسال بحرین نماینده بحرین در مسابقات بین‌المللی فوتسال و یکی از تیم‌های فوتسال آسیایی است. 
براساس رده‌بندی فیفا تیم فوتسال بحرین جایگاه ٨۶ را در بین تیم‌های ملی فوتسال جهان دارد. 